# Myocastoridae
Myocastoridae là một họ động vật có vú trong bộ Gặm nhấm. Họ này được Ameghino miêu tả năm 1904.

## Phân loại
Họ Myocastoridae chỉ còn một loài sinh tồn, tất cả các loài trong các chi khác đều tuyệt chủng.
- Chi Haplostropha†
  - Haplostropha scalabriniana†
- Chi Isomyopotamus†
  - Isomyopotamus albigniri†
- Chi Matyoscor†
- Chi Myocastor
  - Myocastor coypus
- Chi Paramyocastor†
  - Paramyocastor diligens†
- Chi Proatherura†
- Chi Prospaniomys†
- Chi Spaniomys†
- Chi Strophostephanos†
- Chi Tribodon†

## Hình ảnh

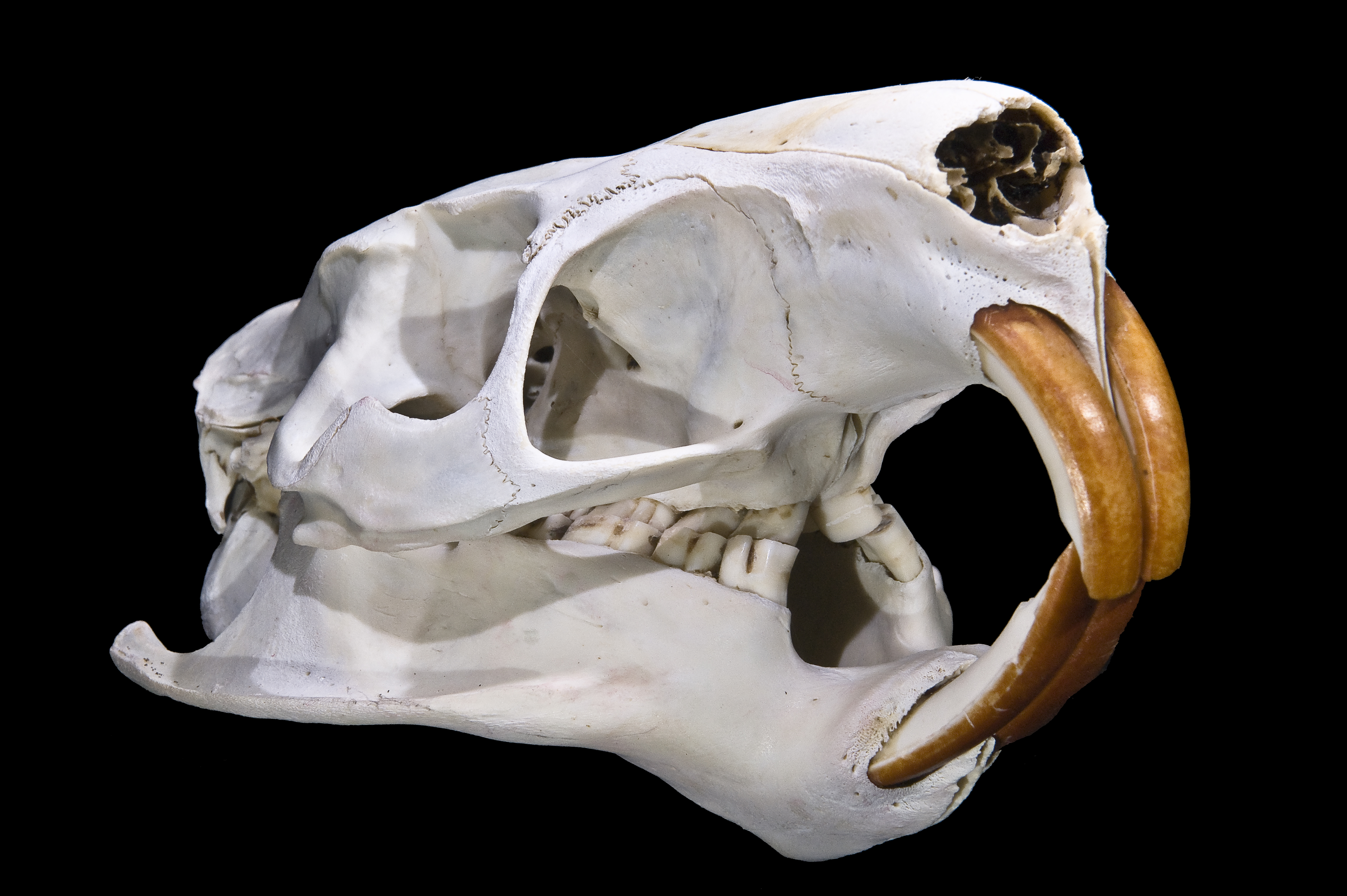
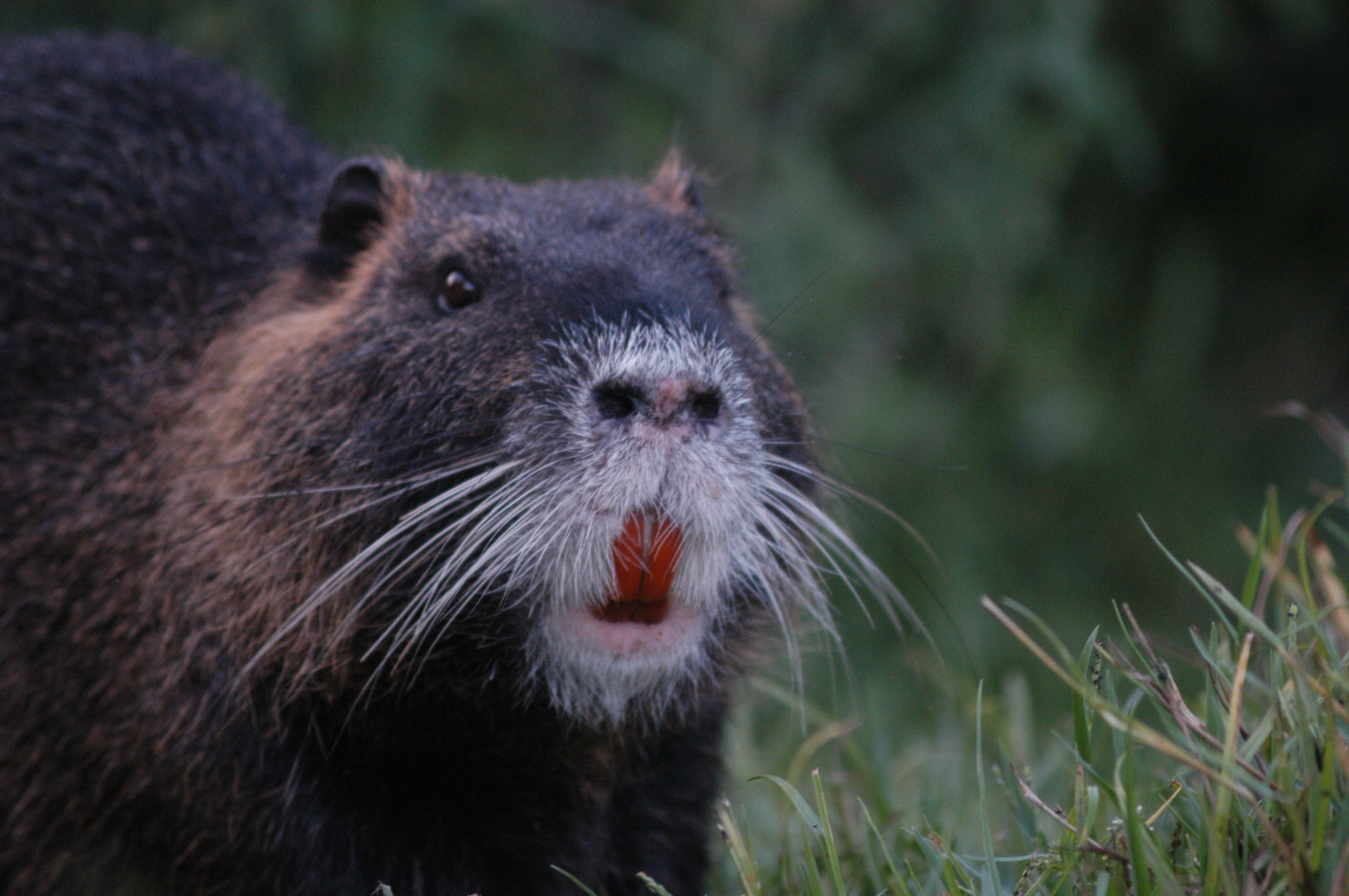
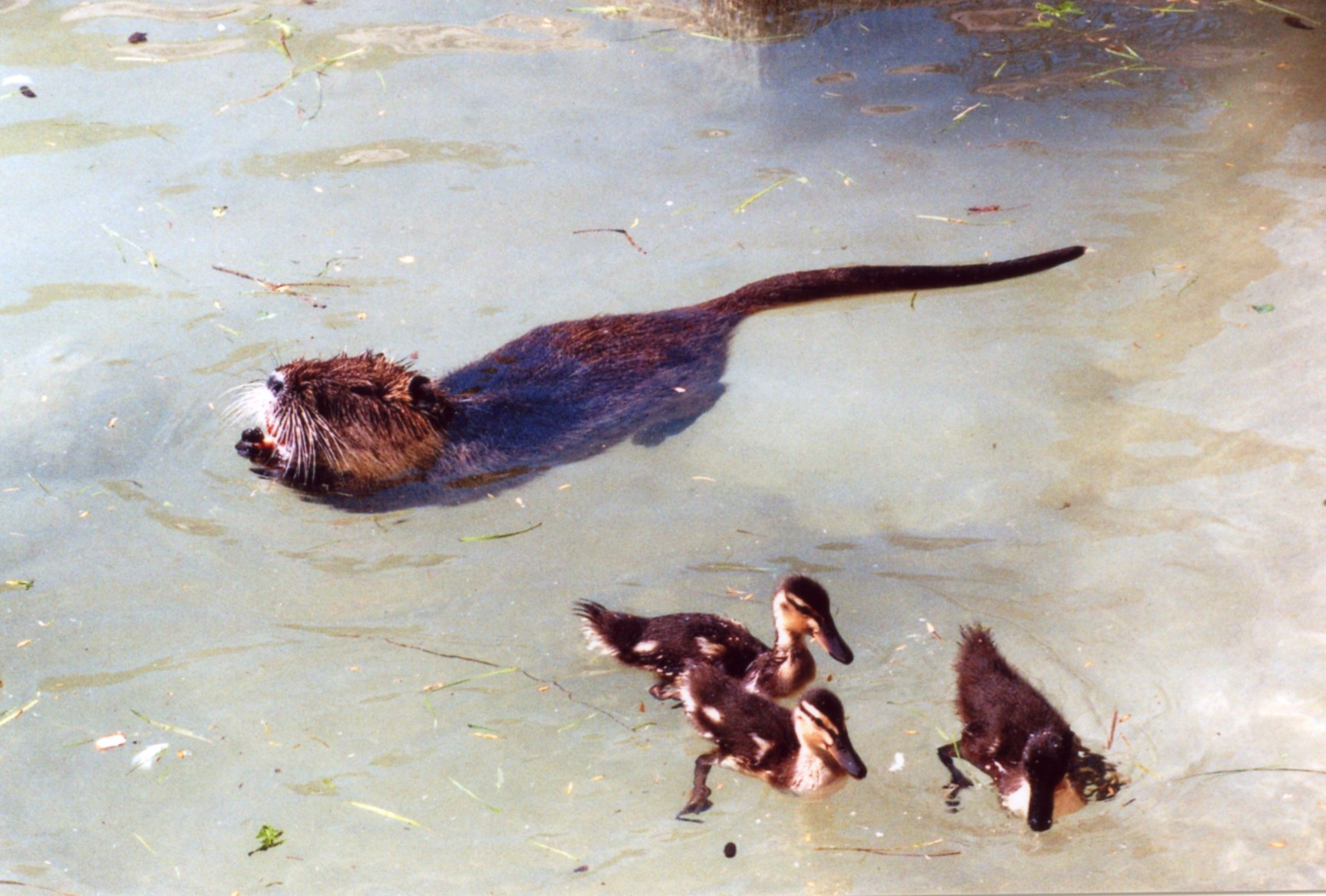
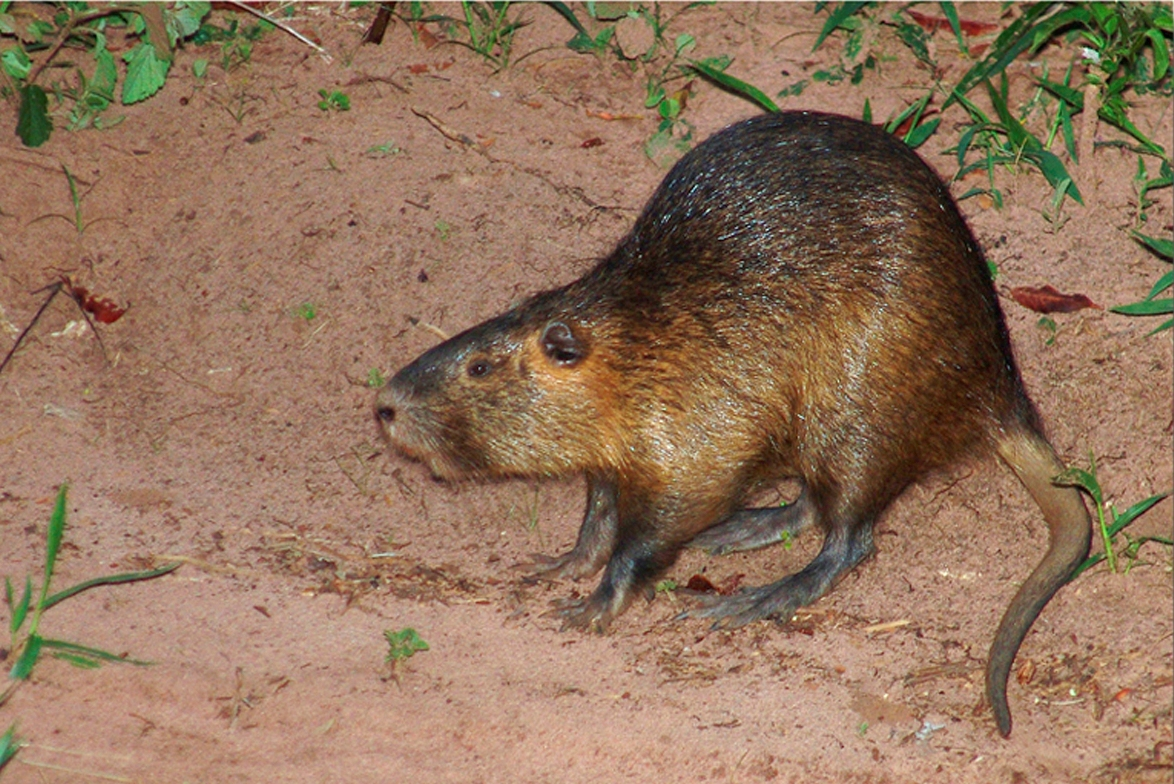